# Puente de Balinghe
El puente de Balinghe (en chino 坝陵河大桥) es un puente colgante cerca de la localidad de Guanling, en la provincia de Guizhou, China. Se abrió al tráfico el 23 de diciembre de 2009. El vano principal tiene una longitud de 1.088, lo que le convierten en uno de los puentes colgantes más largos del mundo, y su longitud total es de 2.237 metros. Además, es uno de los puentes más altos del mundo, con 375 m de gálibo sobre el agua.